# Elipneustes denudatus
Elipneustes denudatus is een zee-egel uit de familie Eurypatagidae.
De wetenschappelijke naam van de soort werd in 1914 gepubliceerd door René Koehler.